# برانگیز زیبا
برانگیز زیبا (نام علمی: Provocator pulcher) نام یک گونه از سرده برانگیزها است.